# Rose Bay (zatoka na południowy wschód od Lunenburga)
Rose Bay – zatoka (ang. bay) w kanadyjskiej prowincji Nowa Szkocja, w hrabstwie Lunenburg, na południowy wschód od miasta Lunenburg; nazwa urzędowo zatwierdzona 2 lipca 1953.